# Carlus
Carlus – miejscowość i gmina we Francji, w regionie Oksytania, w departamencie Tarn.
Według danych na rok 1990 gminę zamieszkiwało 580 osób, a gęstość zaludnienia wynosiła 55 osób/km² (wśród 3020 gmin regionu Midi-Pireneje Carlus plasuje się na 532. miejscu pod względem liczby ludności, natomiast pod względem powierzchni na miejscu 1048.).